# 贵州肋毛蕨
贵州肋毛蕨（学名：Ctenitis confusa）为叉蕨科肋毛蕨属下的一个种。

## 扩展阅读
- 維基物種上的相關：贵州肋毛蕨